# Scorpaenopsis macrochir
Scorpaenopsis macrochir är en fiskart som beskrevs av Ogilby, 1910. Scorpaenopsis macrochir ingår i släktet Scorpaenopsis och familjen Scorpaenidae. Inga underarter finns listade i Catalogue of Life.